# Dommelsche Bierbrouwerij
De Dommelsche Bierbrouwerij is een Nederlandse brouwerij uit Noord-Brabant gelegen in Dommelen. Sinds 1744 wordt er bier gebrouwen, hiermee is het de aantoonbaar oudste nog bestaande brouwerij in Nederland.

## Geschiedenis
De geschiedenis van de Dommelsche bierbrouwerij begon in 1702, toen Jan van Deventer in Dommelen brouwde. De latere eigenaar, de familie Snieders, kan teruggevoerd worden tot 1650. Toen was het een Riethovense familie van landbouwers en brouwers. In 1744 vestigde zich een Snieders met dezelfde beroepencombinatie in Dommelen. Hij dreef tevens herberg De Oranjeboom. In 1824 werd Petrus Josephus Snieders geboren die later, samen met Driek Zigmans, het bedrijf beheerde. Men ging de dorpen af om bier te verkopen, te voet of per huifkar, later per fiets, en nog later per Douglas motorfiets.
In 1869 werd Wilhelmus Cornelis Snieders geboren. Onder zijn leiding breidde de brouwerij sterk uit en ging Stoom Bierbrouwerij 'De Oranjeboom' heten. De brouwerij had toen al regionale betekenis. Teuten verschaften nieuwe adressen van klanten, die soms ver weg woonden. Het transport vond plaats in enorme vaten die per platte wagen werden vervoerd.
Sinds 1930 heette het bedrijf: N.V. Dommelsche Bierbrouwerij v/h W.C. Snieders. Lang is het een van de oudste familiebedrijven van Nederland geweest, maar in 1968 werd de tot dan toe onafhankelijke brouwerij overgenomen door Brouwerij Artois (een voorloper van Interbrew). Het merk Dommelsch werd door de nieuwe directeur omgevormd tot Dommels (zonder ch) en kreeg stevige concurrentie van het merk Stella Artois, waarna het merk Dommels het loodje zou leggen. Hierna zou het internationale merk Skol het proberen, wat opnieuw mislukte. In 1983 werd een grote campagne opgezet om heel Nederland kennis te laten maken met het bier Dommelsch: de oude spelling was tegen die tijd weer in ere hersteld.
Moederconcern InBev bleek rond 1997 verboden prijsafspraken te hebben gemaakt.
Naast Dommelsch worden in Dommelen ook Hertog Jan, Brahma en Leffe gebrouwen.

## Bieren

### Huidig assortiment
- Dommelsch Pilsener
- Dommelsch Oud Bruin
- Dommelsch 0.0

### Uit het assortiment
- Dommelsch Polar ice beer
- Dommelsch Lentebier
- Dommelsch Jubilator
- Dommelsch N.A
- Dommelsch Dominator
- Dommelsch Münchener
- Wm Snieders Pale ale
- Wm Snieders Scotch ale
- Dommelsch Dubbel oud
- Dommelsch Extra stout
- Dommelsch Tafelbier
- Dommelsch Dortmunder
- Dommelsch Extra lager
- Dommelsch Maltbier
- Dommelsch Mildbier
- Dommelsch Jonge Bok
- Dommelsch Lentehop
- Dommelsch Ice
- Dommelsch Bokbier
- Dommelsch Winterbok